# Qué bonito amor
Qué bonito amor é uma telenovela mexicana produzida por Salvador Mejía Alejandre para a Televisa e exibida pelo Canal de las Estrellas entre 22 de outubro de 2012 e 2 de junho de 2013, substituindo Amor bravío e sendo substituída por Mentir para vivir.
A trama é um remake da telenovela colombiana La hija del mariachi, produzida pela RCN Television em 2006.
É protagonizada por Jorge Salinas e Danna García e antagonizada por Malillany Marín, Pablo Montero, Roberto Palazuelos, Marcelo Buquet e Karla Álvarez.

## Sinopse
Santos Martínez de la Garza é um jovem milionário bonito e despreocupado, dono de uma concessionária de carros em Los Angeles. Santos é enganado por seus associados mais próximos; entre eles, Bruno Morelli, seu amigo e namorado da irmã, Wendy e Giuliano Rina, o advogado da família. Mal aconselhado por Giuliano para ter sua culpa confirmada, Santos se vê obrigado a fugir de Los Angeles para a Cidade do México como fugitivo, após ser acusado de fraude e lavagem de dinheiro. Essa situação o obriga a adquirir uma nova personalidade, a de um mariachi chamado Jorge Alfredo Vargas.
Ao mesmo tempo, conhecemos María Mendoza, uma menina humilde do bairro, bonita e corajosa, que mora com sua mãe viúva, Amalia, e suas duas irmãs mais novas: Paloma e Isabel. María teve que trabalhar para sustentar sua família desde que seu pai. Já que Amália sofre de uma doença degenerativa.
Santos e María se conhecem no bar Ay Jalisco, no te rajes, onde María trabalha como cantora ranchera. É no bar que os dois conhecem o amor pela primeira vez. 
Mas esta história de amor entre Santos e Maria terá muitas melodias, acordes e forças contra ela. Santos enfrentará Rubén del Olmo, um poderoso empresário e mentiroso, casado, mas obcecado pelo amor de Maria; e El Colosso, eternamente apaixonado por María, que sempre lutará por ela, até que essa rivalidade os transforme em grandes amigos. María, por sua vez, lidará com as mentiras e artimanhas de Elvira, filha de Don Concho, que, por um capricho e custe o que custar, não descansará até possuir Jorge Alfredo.
E haverá a música mais triste desta história, a descoberta da identidade de Santos, a prisão e a separação de seu primeiro e único amor: María, sua linda.

## Elenco
- Danna García - María Mendoza García de Martínez de la Garza[5]
- Jorge Salinas - Santos Martínez de la Garza Treviño / Jorge Alfredo Vargas[6]
- Pablo Montero - Óscar Fernández, "El Coloso de Apodaca"
- Salvador Pineda - Concepción "Don Concho" Hernández
- Malillany Marín - Elvira Hernández Fuentemayor[7]
- Juan Ferrara - Justo Martínez de la Garza
- Angélica María - Amalia García Vda. de Mendoza
- Karla Álvarez - Irasema
- Arturo Peniche - Fernando Beltrán, "El mil amores"
- Mónica Sánchez Navarro - Altagracia Treviño de Martínez de la Garza
- Roberto Palazuelos - Giuliano Rina De La Corcuera Garza
- Víctor Noriega - Michael Johnson
- Susana Diazayas - Wendy Martínez de la Garza Treviño
- Roberto Ballesteros - Comandante Leonardo Derecho
- Rosita Pelayo - Teniente Curtis
- Paty Díaz - Mirna Reynoso
- Miguel Ángel Biaggio - Susano "Susanito" Sánchez / Susano "Susanito"  Hernández Sánchez
- Evita Muñoz "Chachita" - Prudencia
- Mariana Ríos - Ana López
- Rafael Negrete - Genaro Monterreal, "El Barítono de Hidalgo"
- Mariano Palacios - Natalio Molina, "El Soñador del Bajío"
- Renata Notni - Paloma Mendoza García
- Marcelo Buquet - Rubén del Olmo
- Sharon Zundel - Lorena de del Olmo
- Lina Santos - Lourdes Fuentemayor de Hernández
- Manuel Ojeda - Vittoriano Trusco "El padrino"
- Moisés Suárez - Policía
- Carlos Ignacio - Leonel "Pichi" Velásquez
- Sergio Mayer - Bruno Morelli
- Eugenia Cauduro - Gloria Reyes
- Karyme Hernández - Isabel "Isabelita" Mendoza García
- Thelma Dorantes - Mancia Sánchez
- Homero Ferruzca - Homero
- Latin Lover - Jairo, "El Aventurero"
- Ivonne Ley - Leticia
- Ninón Sevilla - Doña Remedios
- Raúl Padilla "Choforo" - Rigoberto Guerra
- Fernando Robles - Comandante Malo
- Alejandro Ruiz - "El Siete Mares"
- Alexander Holtmann - Arnold Smith
- Jesus Daniel - Rodrigo Fernández Reyes
- Claudia Ortega - Doctora
- Pilar Montenegro - Wanda Mey
- Talia Rivera - Mujer 1
- Ricardo Hill - Juez
- Verónica Montes - Susan Davis
- Rogelio Guerra - Carl Summers
- Daniela Romo - Ella misma
- Alberto Angel "El Cuervo" - Él mismo
- Karol Sevilla - Lucía

## Audiência
| Horário             | # Eps. | Estreia               | Estreia           | Final              | Final           | Posição | Temporada   | Classificação geral |
| Horário             | # Eps. | Data                  | Primeiro capítulo | Data               | Último capítulo | Posição | Temporada   | Classificação geral |
| ------------------- | ------ | --------------------- | ----------------- | ------------------ | --------------- | ------- | ----------- | ------------------- |
| Segunda—Sexta 19:15 | 161    | 22 de outubro de 2012 | 20                | 3 de junho de 2013 | 21              | #1      | 2012 - 2013 | 18                  |

Estreou com 20.1 (20) pontos. Sua maior audiência é de 22 pontos, alcançada em 7 de fevereiro de 2013. Já sua menor audiência é 12.6 (13) pontos, alcançada em 29 de março de 2013, uma Sexta Feira Santa. O último capítulo teve média de 21.3 (21) pontos. A trama teve média geral de 18.1 (18)  pontos.